# Массовое убийство в Кафр-Касеме
Массовое убийство в Кафр-Касеме произошло 29 октября 1956 года на территории Израиля в приграничной арабской деревне Кафр-Касем во время военных действий в ходе Суэцкого кризиса. Израильской пограничной полицией МАГАВ было убито 47 гражданских лиц, среди которых — 6 женщин и 23 ребёнка в возрасте от 8 до 17 лет, не знавших о введении комендантского часа.
Военнослужащие, принимавшие участие в расстрелах, впоследствии были привлечены к ответственности израильским судом, некоторые отбыли короткие сроки наказания.

## Ход событий
Кафр-Касем расположен в 20 километрах северо-восточнее Тель-Авива, недалеко от города Петах-Тиква, на зелёной черте, в 1956 году являвшейся фактической границей между Израилем и Иорданией.
До 1966 года арабы — граждане Израиля находились под управлением военной администрации и на них был наложен ряд ограничений (соблюдение комендантского часа, ограничения в свободе передвижения и др.) Кафр-Касем находился под юрисдикцией военной администрации Центрального Округа. В преддверии начала войны Кафр-Касем был включен в зону ответственности 17-й резервной бригады ЦАХАЛа (командир — полковник Иссахар Шедми). Бригаде был придан батальон пограничной полиции (командир — майор Шмуэль Малинки)
29 октября 1956 года началась Суэцкая Война, между Израилем, Англией и Францией с одной стороны и Египтом с другой. Израильская разведка опасалась, что Иордания вступит в войну на стороне Египта. В связи с этим было принято решение усилить охрану границы и удлинить комендантский час в приграничных арабских населённых пунктах с 5 вечера до 6 утра. Однако МАГАВу сообщили об этом решении лишь в 3:30 дня. По утверждению майора Малинки, полковник Шедми приказал стрелять в любого араба, появившегося на улице после начала комендантского часа. Майор Малинки, командир батальона, контролирующего район Кафр-Касема отдал соответствующий приказ своим офицерам. Мухтару (старосте) Кафр-Касема было сообщено о введение комендантского часа лишь в 4:30 дня. Когда он спросил, как быть с теми, кто работает в полях и о начале комендантского часа ничего не знает, ему сказали, что об этих людях позаботятся.
В дальнейшем взвод под командованием лейтенанта Габриэля Дахана расстрелял в ходе нескольких отдельных инцидентов людей, возвращающихся с работы в селение, — 19 мужчин, 6 женщин, 17 мальчиков в возрасте от 8 до 17 лет и 6 девочек.
Джамаль Фаридж, один из пострадавших, который прибыл в деревню на грузовике с ещё 28-ю пассажирами, вспоминает:

Мы говорили с ними. Мы спросили, хотят ли они проверить наши удостоверения личности. Они не захотели. Внезапно один из них сказал «Кончайте с ними» и они открыли шквальный огонь.

Все остальные подразделения, находящиеся как под командованием майора Малинки, так и в бригаде Шедми не открывали огонь по мирным гражданам, поскольку их командиры самовольно отменили приказы вышестоящего командования открывать огонь по нарушившим комендантский час.

## Реакция
Изначально в Израиле был введён запрет на публикацию информации об убийствах в Кафр-Касеме. Только через несколько месяцев под давлением прессы и членов кнессета Меира Вильнера и Тауфика Туби он был снят. Виновные в происшествии были отданы под суд. Восьми пограничникам были предъявлены обвинения в убийстве. Майор Малинки и лейтенант Дахан получили по 17 и 15 лет соответственно, однако потом их дела были пересмотрены судом высшей инстанции, их сроки сокращены, и в дальнейшем они были выпущены досрочно. В результате никто из виновных не провёл в тюрьме более трёх с половиной лет. Малинки в дальнейшем получил должность офицера безопасности на АЭС в Димоне, а Дахан — должность ответственного по «арабским делам» в мэрии Рамлы
Полковник Шедми также был в дальнейшем отдан под суд, но суд не признал его виновным в убийствах, а виновным только в незаконном введении комендантского часа, и в наказание ему был присуждён символический штраф в 10 прутот.
В ноябре 1957 года была проведена церемония примирения (сульха) в присутствии 800 приглашенных, включая Бехор-Шалома Шитрита (первый министр полиции Израиля), генерала Цви Аялона и мухтара деревни.

## Память
В октябре 2014 года президент Израиля Реувен Ривлин принял участие в траурной церемонии, посвященной 58 годовщине этого события. Президент произнес речь, в которой назвал случившееся «тяжелым преступлением».
Ранее, в 2007 году, Шимон Перес также посетил Кафр-Касем и принес соболезнования.
С 2006 года в Кафр-Касеме действует мемориал, построенный на деньги жителей города.